# Apo tin akri tis polis
Apo tin akri tis polis (grec: Από την άκρη της πόλης Des dels límits de la ciutat) és una pel·lícula grega del 1998 dirigida per Konstantinos Giannaris. Va ser la presentació oficial grega a l'Oscar a la millor pel·lícula de parla no anglesa als Premis Oscar de 1999, però no va aconseguir rebre una nominació.

## Trama
Una companyia de joves grecs pòntics refugiats de Rússia que viuen a Menidi, un suburbi a la vora d'Atenes. Sasha, el personatge principal, deixa la seva feina i xoca amb el seu pare. La seva situació l'impulsa a perseguir els diners fàcils, acabant en el fosc món de la prostitució i les drogues.

## Repartiment
- Stathis Papadopoulos com a Sasha
- Theodora Tzimou com a Natasha
- Costas Kotsianisis com a Kotzian
- Panagiotis Hartomatzidis com a Panagiotis

## Recepció

### Premis
Guanyador:
- 1998: Premis de Cinema de l'Estat Grec: al millor director (Konstantinos Giannaris)
- 1998: Premis de Cinema de l'Estat Grec: a la millor pel·lícula (2n lloc)
- 1998: Premis de l'Associació de Crítics de Cinema Grec

nominada:
- 1998: Festival Internacional de Cinema de Tessalònica: a l’Alexandre d'Or